# Val-de-Reuil
Val-de-Reuil és un municipi francès situat al departament de l'Eure i a la regió de Normandia. L'any 2007 tenia 13.548 habitants.

## Demografia

### Població
El 2007 la població de fet de Val-de-Reuil era de 13.548 persones. Hi havia 3.864 famílies de les quals 773 eren unipersonals (383 homes vivint sols i 390 dones vivint soles), 612 parelles sense fills, 1.709 parelles amb fills i 770 famílies monoparentals amb fills.
La població ha evolucionat segons el següent gràfic:
Habitants censats

### Habitatges
El 2007 hi havia 4.396 habitatges, 4.004 eren l'habitatge principal de la família, 9 eren segones residències i 382 estaven desocupats. 2.534 eren cases i 1.853 eren apartaments. Dels 4.004 habitatges principals, 847 estaven ocupats pels seus propietaris, 3.115 estaven llogats i ocupats pels llogaters i 43 estaven cedits a títol gratuït; 106 tenien una cambra, 435 en tenien dues, 769 en tenien tres, 1.347 en tenien quatre i 1.346 en tenien cinc o més. 2.809 habitatges disposaven pel capbaix d'una plaça de pàrquing. A 1.906 habitatges hi havia un automòbil i a 1.261 n'hi havia dos o més.

### Piràmide de població
La piràmide de població per edats i sexe el 2009 era:
| Homes | Edats   | Dones |
| ----- | ------- | ----- |
| 0     | 95 o +  | 4     |
| 4     | 90 a 94 | 10    |
| 8     | 85 a 89 | 23    |
| 22    | 80 a 84 | 34    |
| 48    | 75 a 79 | 53    |
| 50    | 70 a 74 | 68    |
| 78    | 65 a 69 | 91    |
| 99    | 60 a 64 | 89    |
| 173   | 55 a 59 | 112   |
| 404   | 50 a 54 | 280   |
| 530   | 45 a 49 | 437   |
| 588   | 40 a 44 | 567   |
| 539   | 35 a 39 | 561   |
| 606   | 30 a 34 | 531   |
| 617   | 25 a 29 | 568   |
| 509   | 20 a 24 | 494   |
| 655   | 15 a 19 | 634   |
| 771   | 10 a 14 | 714   |
| 728   | 5 a 9   | 673   |
| 537   | 0 a 4   | 499   |

## Economia
El 2007 la població en edat de treballar era de 9.404 persones, 5.800 eren actives i 3.604 eren inactives. De les 5.800 persones actives 4.552 estaven ocupades (2.391 homes i 2.161 dones) i 1.247 estaven aturades (623 homes i 624 dones). De les 3.604 persones inactives 326 estaven jubilades, 1.481 estaven estudiant i 1.797 estaven classificades com a «altres inactius».

### Ingressos
El 2009 a Val-de-Reuil hi havia 4.014 unitats fiscals que integraven 12.505 persones, la mediana anual d'ingressos fiscals per persona era de 11.602 €.

### Activitats econòmiques
Dels 390 establiments que hi havia el 2007, 8 eren d'empreses extractives, 7 d'empreses alimentàries, 4 d'empreses de fabricació de material elèctric, 37 d'empreses de fabricació d'altres productes industrials, 47 d'empreses de construcció, 65 d'empreses de comerç i reparació d'automòbils, 24 d'empreses de transport, 30 d'empreses d'hostatgeria i restauració, 16 d'empreses d'informació i comunicació, 18 d'empreses financeres, 10 d'empreses immobiliàries, 63 d'empreses de serveis, 51 d'entitats de l'administració pública i 10 d'empreses classificades com a «altres activitats de serveis».
Dels 96 establiments de servei als particulars que hi havia el 2009, 1 era una comissaria de policia, 1 oficina d'administració d'Hisenda pública, 2 oficines de correu, 2 oficines bancàries, 9 tallers de reparació d'automòbils i de material agrícola, 1 taller d'inspecció tècnica de vehicles, 4 autoescoles, 9 paletes, 5 guixaires pintors, 5 fusteries, 5 lampisteries, 6 electricistes, 9 empreses de construcció, 4 perruqueries, 19 agències de treball temporal, 12 restaurants, 1 agència immobiliària i 1 tintoreria.
Dels 18 establiments comercials que hi havia el 2009, 1 era, 1 un hipermercat, 3 botiges de menys de 120 m², 4 fleques, 3 carnisseries, 2 sabateries, 2 botigues de mobles, 1 una botiga de mobles i 1 una joieria.
L'any 2000 a Val-de-Reuil hi havia 5 explotacions agrícoles.

## Equipaments sanitaris i escolars
El 2009 hi havia 1 centre de salut i 4 farmàcies.
El 2009 hi havia 7 escoles maternals i 7 escoles elementals. A Val-de-Reuil hi havia 2 col·legis d'educació secundària i 1 liceu d'ensenyament general. Als col·legis d'educació secundària hi havia 835 alumnes i als liceus d'ensenyament general 674.

## Poblacions més properes
El següent diagrama mostra les poblacions més properes.